# Chloroclystis latifasciata
Chloroclystis latifasciata là một loài bướm đêm trong họ Geometridae.